# Елбулак-Матвеевка
Елбулак-Матвеевка (баш. Йылболаҡ-Матвеевка, вариант написания баш. Йылбулаҡ-Матвеевка) — село в Бижбулякском районе Башкортостана, относится к Бижбулякскому сельсовету. Проживают чуваши.

## История
Название происходит от названия речки Йылыбулак и личного имени Матвей.
До 2005 года входил в Тельмановский сельсовет. После объединения Тельмановского и Бижбулякского сельсоветов входит в состав последнего (Закон Республики Башкортостан «Об изменениях в административно-территориальном устройстве Республики Башкортостан, изменениях границ и преобразованиях муниципальных образований в Республике Башкортостан» от 17 декабря 2004 года N 125-з).

## Географическое положение
Расстояние до:
- районного центра (Бижбуляк): 7 км,
- центра сельсовета (Бижбуляк): 7 км,
- ближайшей ж/д станции (Приютово): 47 км.

## Население
| 2002 | 2009 | 2010 |
| ---- | ---- | ---- |
| 435  | ↘412 | ↘371 |

Национальный состав
Согласно переписи 2002 года, преобладающая национальность — чуваши (85 %).

## Известные люди
В селе родилась чувашская писательница Нар Урини.